# Devontae Cacok
Devontae Calvin Cacok (Chicago, 8 de outubro de 1996) é um basquetebolista profissional norte-americano, que joga pelo time Los Angeles Lakers da National Basketball Association (NBA).